# Toch houdt ze van mij
Toch houdt ze van mij is een lied van het Nederlandse zanger en rapper Sef. Het werd in 2015 als single uitgebracht en stond in hetzelfde jaar als vierde track op het album In kleur.

## Achtergrond
Toch houdt ze van mij is geschreven door Andy Ricardo de Rooy, Diorno Braaf, Joris Titawano en Yousef Gnaoui en geproduceerd door Titawano. Het is een nummer uit het genre nederpop. In het lied zingt de artiest over hoe de geliefde van de liedverteller van hem houdt, ondanks al zijn gebreken.
Het nummer werd bij radiozender NPO 3FM uitgeroepen tot 3FM Megahit.

## Hitnoteringen
De zanger had weinig succes met het lied in Nederland. Het had geen notering in de Single Top 100 en ook de Top 40 werd niet bereikt; het lied bleef steken op de eerste plaats van de Tipparade.